# Benton Ridge (Ohio)
Pour les articles homonymes, voir Benton Ridge.
Benton Ridge est un village américain situé dans le comté de Hancock, dans l'Ohio. Selon le recensement de 2010, sa population est de 299 habitants.